# III liga polska w piłce nożnej (grupa IV 2000–2008)
Grupa IV III ligi była jedną z czterech grup III ligi piłki nożnej w latach 2000-2008, które były rozgrywkami trzeciego poziomu ligowego piłki nożnej mężczyzn w Polsce.
Grupa ta powstała w 2000 roku na skutek reorganizacji rozgrywek III ligi w wyniku reformy administracyjnej w Polsce. Za rozgrywki toczące się w tej grupie odpowiedzialne na przemian były: Lubelski Związek Piłki Nożnej z siedzibą w Lublinie, Małopolski Związek Piłki Nożnej z siedzibą w Krakowie, Podkarpacki Związek Piłki Nożnej z siedzibą w Rzeszowie oraz Świętokrzyski Związek Piłki Nożnej z siedzibą w Kielcach. W ostatnim sezonie 2007/2008 za rozgrywki odpowiedzialny był Lubelski Związek Piłki Nożnej, a występowało w nich 17 drużyn z województw: lubelskiego, małopolskiego, podkarpackiego i świętokrzyskiego. 
Po sezonie 2007/08 w wyniku reorganizacji rozgrywek III ligi piłki nożnej w Polsce grupa IV została połączona z grupą I III ligi tworząc od 2008 roku nową grupę wschodnią II ligi.

## Mistrzowie ligi
| Sezon             | Poziom | Mistrz            | Wicemistrz         | 3. miejsce              |
| awans do II ligi: |        |                   |                    |                         |
| 2000/01           | III    | Hutnik Kraków     | Cracovia           | Pogoń Staszów           |
| 2001/02           | III    | Stal Stalowa Wola | Siarka Tarnobrzeg  | Proszowianka Proszowice |
| 2002/03           | III    | Cracovia          | Korona Kielce      | Stal Rzeszów            |
| 2003/04           | III    | Korona Kielce     | Stal Rzeszów1      | HEKO Czermno            |
| 2004/05           | III    | HEKO Czermno      | Tłoki Gorzyce2     | Motor Lublin            |
| 2005/06           | III    | Kmita Zabierzów   | Stal Stalowa Wola3 | Avia Świdnik            |
| 2006/07           | III    | Motor Lublin      | Kolejarz Stróże4   | Górnik Wieliczka        |
| awans do I ligi:  |        |                   |                    |                         |
| 2007/08           | III    | Górnik Łęczna     | Hetman Zamość      | Kolejarz Stróże         |

Objaśnienia:
1. W sezonie 2003/2004 Stal Rzeszów nie awansowała do II ligi po przegranych barażach z Ruchem Chorzów.
2. W sezonie 2004/2005 Tłoki Gorzyce nie awansowały do II ligi po przegranych barażach z Radomiakiem Radom.
3. W sezonie 2005/2006 Stal Stalowa Wola awansowała do II ligi po wygranych barażach z HEKO Czermno.
4. W sezonie 2006/2007 Kolejarz Stróże nie awansował do II ligi po przegranych barażach ze Stalą Stalowa Wola.

## Sezon 2007/2008

### Zespoły
- 11 zespołów występujących w ubiegłym sezonie w III lidze w grupie IV (alfabetycznie):
  - Avia Świdnik
  - Górnik Wieliczka
  - Hetman Zamość
  - Hutnik Kraków
  - Kolejarz Stróże
  - Okocimski KS Brzesko
  - Orlęta Radzyń Podlaski
  - Sandecja Nowy Sącz
  - Stal Rzeszów
  - Wierna Małogoszcz
  - Wisłoka Dębica
- Zespół zdegradowany z I ligi na skutek afery korupcyjnej:
  - Górnik Łęczna[1]
- Zespół zdegradowany z II ligi na skutek afery korupcyjnej:
  - KSZO Ostrowiec Świętokrzyski[1]
- Trzy zwycięskie zespoły z IV ligi z czterech grup, w których występują zespoły z województw: małopolskiego, podkarpackiego, świętokrzyskiego (alfabetycznie):
  - Naprzód Jędrzejów
  - Przebój Wolbrom
  - Resovia
- Zespół, który zajął drugie miejsce w lubelskiej grupie IV ligi (w związku z tym, iż pierwsze miejsce w tej grupie zajęła drużyna rezerw Górnika Łęczna, którego pierwszy zespół będzie występował w sezonie 2007/08 w III lidze)
  - Łada Biłgoraj

### Tabela
| Lp. | Drużyna                       | M  | Z  | R  | P  | Bramki | Bramki | Różn. | Pkt | Uwagi                            | Bezpośrednio                |
| --- | ----------------------------- | -- | -- | -- | -- | ------ | ------ | ----- | --- | -------------------------------- | --------------------------- |
| 1   | Górnik Łęczna1 (M) (A)        | 32 | 23 | 5  | 4  | 78     | 26     | +52   | 68  | Awans do I ligi                  |                             |
| 2   | Hetman Zamość                 | 32 | 17 | 10 | 5  | 43     | 20     | +23   | 61  | awans do nowo utworzonej II ligi |                             |
| 3   | Kolejarz Stróże               | 32 | 16 | 8  | 8  | 44     | 31     | +13   | 56  | awans do nowo utworzonej II ligi |                             |
| 4   | Przebój Wolbrom               | 32 | 15 | 8  | 9  | 41     | 39     | +2    | 53  | awans do nowo utworzonej II ligi | PRZ – OKO 4:0 OKO – PRZ 1:0 |
| 5   | Okocimski KS Brzesko          | 32 | 15 | 8  | 9  | 41     | 37     | +4    | 53  | awans do nowo utworzonej II ligi | PRZ – OKO 4:0 OKO – PRZ 1:0 |
| 6   | KSZO Ostrowiec Świętokrzyski1 | 32 | 16 | 9  | 7  | 46     | 25     | +21   | 51  | awans do nowo utworzonej II ligi |                             |
| 7   | Górnik Wieliczka              | 32 | 13 | 10 | 9  | 31     | 25     | +6    | 49  | awans do nowo utworzonej II ligi |                             |
| 8   | Sandecja Nowy Sącz            | 32 | 11 | 12 | 9  | 29     | 25     | +4    | 45  | awans do nowo utworzonej II ligi |                             |
| 9   | Resovia (S)                   | 32 | 12 | 7  | 13 | 34     | 39     | −5    | 43  | Spadek do III ligi               |                             |
| 10  | Stal Rzeszów (S)              | 32 | 10 | 10 | 12 | 28     | 34     | −6    | 40  | Spadek do III ligi               |                             |
| 11  | Orlęta Radzyń Podlaski (S)    | 32 | 9  | 12 | 11 | 30     | 38     | −8    | 39  | Spadek do III ligi               |                             |
| 12  | Wisłoka Dębica (S)            | 32 | 9  | 9  | 14 | 46     | 50     | −4    | 36  | Spadek do III ligi               |                             |
| 13  | Naprzód Jędrzejów (S)         | 32 | 9  | 8  | 15 | 34     | 45     | −11   | 35  | Spadek do III ligi               |                             |
| 14  | Hutnik Kraków (S)             | 32 | 8  | 6  | 18 | 32     | 46     | −14   | 30  | Spadek do III ligi               |                             |
| 15  | Wierna Małogoszcz (S)         | 32 | 5  | 13 | 14 | 19     | 37     | −18   | 28  | Spadek do III ligi               |                             |
| 16  | Łada Biłgoraj (S)             | 32 | 6  | 5  | 21 | 26     | 61     | −35   | 23  | Spadek do III ligi               |                             |
| 17  | Avia Świdnik (S)              | 32 | 5  | 6  | 21 | 27     | 51     | −24   | 21  | Spadek do III ligi               |                             |

## Sezon 2006/2007

### Drużyny
| Uczestnicy poprzedniej edycji                                                                                 | Uczestnicy poprzedniej edycji | Uczestnicy poprzedniej edycji | Uczestnicy poprzedniej edycji |
| --- | ----------------------------- | ----------------------------- | ----------------------------- |
| AVI | Avia Świdnik                  | 3                             |                               |
| GÓR | Górnik Wieliczka              | 4                             |                               |
| STR | Stal Rzeszów                  | 5                             |                               |
| MOT | Motor Lublin                  | 6                             |                               |
| HUT | Hutnik Kraków                 | 7                             |                               |
| SSA | Stal Sanok                    | 8                             |                               |
| SNS | Sandecja Nowy Sącz            | 9                             |                               |
| KOL | Kolejarz Stróże               | 10                            |                               |
| HET | Hetman Zamość                 | 11                            |                               |
| BUS | AKS Busko-Zdrój               | 12                            |                               |
| WMA | Wierna Małogoszcz             | 13                            |                               |
| WK2 | Wisła II Kraków               | 141                           |                               |
| Awans z IV ligi 2005/2006                                                                                     |                               |                               |                               |
| grupa lubelska                                                                                                |                               |                               |                               |
| ORP | Orlęta Radzyń Podlaski        | 1                             |                               |
| grupa małopolska wschodnia                                                                                    |                               |                               |                               |
| OKO | Okocimski KS Brzesko          | 12                            |                               |
| grupa podkarpacka                                                                                             |                               |                               |                               |
| DĘB | Wisłoka Dębica                | 1                             |                               |
| grupa świętokrzyska                                                                                           |                               |                               |                               |
| KO2 | Korona II Kielce              | 1                             |                               |
| Oznaczenia: - kolumna pierwsza – skróty nazw drużyn, - kolumna trzecia – miejsce zajęte w poprzednim sezonie. |                               |                               |                               |

Objaśnienia:
1. W związku z wycofaniem się HEKO Czermno (spadkowicza z II ligi) z uczestniczenia w rozgrywkach III ligi w sezonie 2006/2007, utrzymała się Wisła II Kraków[2].
2. Okocimski KS Brzesko wygrał baraże o awans do III ligi z Puszczą Niepołomice.

### Tabela końcowa
| Lp. | Drużyna                | M  | Z  | R  | P  | Bramki | Bramki | Różn. | Pkt | Uwagi             | Bezpośrednio                |
| --- | ---------------------- | -- | -- | -- | -- | ------ | ------ | ----- | --- | ----------------- | --------------------------- |
| 1   | Motor Lublin (M) (A)   | 30 | 19 | 5  | 6  | 59     | 25     | +34   | 62  | Awans do II ligi  |                             |
| 2   | Kolejarz Stróże (B)    | 30 | 15 | 9  | 6  | 43     | 24     | +19   | 54  | Baraże o II ligę  | KOL – GÓR 0:0 GÓR – KOL 0:2 |
| 3   | Górnik Wieliczka       | 30 | 16 | 6  | 8  | 42     | 27     | +15   | 54  |                   | KOL – GÓR 0:0 GÓR – KOL 0:2 |
| 4   | Orlęta Radzyń Podlaski | 30 | 15 | 6  | 9  | 37     | 23     | +14   | 51  |                   |                             |
| 5   | Stal Rzeszów           | 30 | 15 | 5  | 10 | 58     | 31     | +27   | 50  |                   |                             |
| 6   | Korona II Kielce1      | 30 | 14 | 7  | 9  | 56     | 37     | +19   | 49  | Drużyna wycofana  |                             |
| 7   | Hutnik Kraków          | 30 | 14 | 6  | 10 | 44     | 31     | +13   | 48  |                   |                             |
| 8   | Okocimski KS Brzesko   | 30 | 14 | 5  | 11 | 38     | 30     | +8    | 47  |                   |                             |
| 9   | Wisłoka Dębica         | 30 | 12 | 10 | 8  | 44     | 34     | +10   | 46  |                   |                             |
| 10  | Sandecja Nowy Sącz     | 30 | 10 | 9  | 11 | 26     | 30     | −4    | 39  |                   |                             |
| 11  | Hetman Zamość          | 30 | 9  | 11 | 10 | 33     | 34     | −1    | 38  |                   |                             |
| 12  | Wierna Małogoszcz      | 30 | 10 | 7  | 13 | 23     | 35     | −12   | 37  |                   |                             |
| 13  | Avia Świdnik           | 30 | 8  | 8  | 14 | 26     | 34     | −8    | 32  |                   |                             |
| 14  | Wisła II Kraków (S)    | 30 | 9  | 4  | 17 | 35     | 49     | −14   | 31  | Spadek do IV ligi |                             |
| 15  | Stal Sanok (S)         | 30 | 2  | 8  | 20 | 18     | 50     | −32   | 14  | Spadek do IV ligi | SSA – BUS 1:3 BUS – SSA 0:3 |
| 16  | AKS Busko-Zdrój2       | 30 | 4  | 2  | 24 | 18     | 106    | −88   | 14  | Drużyna wycofana  | SSA – BUS 1:3 BUS – SSA 0:3 |

### Baraże o II ligę
| 24 czerwca 2007 | Kolejarz Stróże   | 2:0   | Stal Stalowa Wola |                                                                               |
| 17:30           | Chlipała 38', 86' | (1:0) |                   | Stróże, Stadion Kolejarza Widzów: 2 000 Sędzia: Artur Radziszewski (Warszawa) |

| 27 czerwca 2007 | Stal Stalowa Wola                                  | 4:0   | Kolejarz Stróże |                                                                               |
| 17:30           | Gęśla 35', 79' · Pałkus 52' · Berliński 60' (sam.) | (1:0) |                 | Stalowa Wola, Stadion MOSiR Widzów: 5 000 Sędzia: Mirosław Górecki (Katowice) |

Wynik dwumeczu – 4:2 dla Stali.

## Sezon 2005/2006
| Uczestnicy poprzedniej edycji                                                                                 | Uczestnicy poprzedniej edycji | Uczestnicy poprzedniej edycji | Uczestnicy poprzedniej edycji |
| --- | ----------------------------- | ----------------------------- | ----------------------------- |
| TGO | Tłoki Gorzyce                 | 21                            |                               |
| MOT | Motor Lublin                  | 3                             |                               |
| STR | Stal Rzeszów                  | 4                             |                               |
| KMZ | Kmita Zabierzów               | 5                             |                               |
| HUT | Hutnik Kraków                 | 6                             |                               |
| GÓR | Górnik Wieliczka              | 7                             |                               |
| HET | Hetman Zamość                 | 8                             |                               |
| WMA | Wierna Małogoszcz             | 9                             |                               |
| WK2 | Wisła II Kraków               | 10                            |                               |
| SNS | Sandecja Nowy Sącz            | 11                            |                               |
| LEŻ | Pogoń Leżajsk                 | 12                            |                               |
| SSW | Stal Stalowa Wola             | 13                            |                               |
| Awans z IV ligi 2004/2005                                                                                     |                               |                               |                               |
| grupa lubelska                                                                                                |                               |                               |                               |
| AVI | Avia Świdnik                  | 1                             |                               |
| grupa małopolska wschód                                                                                       |                               |                               |                               |
| KOL | Kolejarz Stróże               | 12                            |                               |
| grupa podkarpacka                                                                                             |                               |                               |                               |
| SSA | Stal Sanok                    | 1                             |                               |
| grupa świętokrzyska                                                                                           |                               |                               |                               |
| BUS | AKS Busko-Zdrój               | 1                             |                               |
| Oznaczenia: - kolumna pierwsza – skróty nazw drużyn, - kolumna trzecia – miejsce zajęte w poprzednim sezonie. |                               |                               |                               |

Objaśnienia:
1. Tłoki Gorzyce przegrały baraże o awans do II ligi z Radomiakiem Radom.
2. Kolejarz Stróże wygrał baraże o awans do III ligi z Garbarnią Kraków.

### Tabela końcowa
| Lp. | Drużyna                 | M  | Z  | R  | P  | Bramki | Bramki | Różn. | Pkt | Uwagi                                                          | Bezpośrednio      |
| --- | ----------------------- | -- | -- | -- | -- | ------ | ------ | ----- | --- | -------------------------------------------------------------- | ----------------- |
| 1   | Kmita Zabierzów (M) (A) | 30 | 20 | 3  | 7  | 58     | 29     | +29   | 63  | Awans do II ligi                                               |                   |
| 2   | Stal Stalowa Wola (B)   | 30 | 18 | 8  | 4  | 36     | 16     | +20   | 62  | Baraże o II ligę                                               |                   |
| 3   | Avia Świdnik            | 30 | 15 | 10 | 5  | 41     | 25     | +16   | 55  |                                                                |                   |
| 4   | Górnik Wieliczka        | 30 | 13 | 13 | 4  | 53     | 30     | +23   | 52  |                                                                |                   |
| 5   | Stal Rzeszów            | 30 | 14 | 8  | 8  | 47     | 36     | +11   | 50  |                                                                |                   |
| 6   | Motor Lublin            | 30 | 13 | 10 | 7  | 54     | 29     | +25   | 49  |                                                                |                   |
| 7   | Hutnik Kraków           | 30 | 11 | 8  | 11 | 40     | 41     | −1    | 41  |                                                                |                   |
| 8   | Stal Sanok              | 30 | 10 | 10 | 10 | 36     | 35     | +1    | 40  |                                                                |                   |
| 9   | Sandecja Nowy Sącz      | 30 | 9  | 7  | 14 | 31     | 39     | −8    | 34  | SNS – KOL 3:0 KOL – SNS 2:1                                    |                   |
| 10  | Kolejarz Stróże         | 30 | 9  | 7  | 14 | 34     | 46     | −12   | 34  | SNS – KOL 3:0 KOL – SNS 2:1                                    |                   |
| 11  | Hetman Zamość           | 30 | 8  | 9  | 13 | 29     | 40     | −11   | 33  |                                                                |                   |
| 12  | AKS Busko-Zdrój         | 30 | 7  | 10 | 13 | 26     | 41     | −15   | 31  |                                                                |                   |
| 13  | Wierna Małogoszcz       | 30 | 6  | 10 | 14 | 35     | 44     | −9    | 28  | WMA: 7 pkt, różn. +3 WK2: 5 pkt, różn. +4 LEŻ: 4 pkt, różn. -7 |                   |
| 14  | Wisła II Kraków         | 30 | 6  | 10 | 14 | 32     | 37     | −5    | 28  | WMA: 7 pkt, różn. +3 WK2: 5 pkt, różn. +4 LEŻ: 4 pkt, różn. -7 |                   |
| 15  | Pogoń Leżajsk (S)       | 30 | 6  | 10 | 14 | 25     | 52     | −27   | 28  | WMA: 7 pkt, różn. +3 WK2: 5 pkt, różn. +4 LEŻ: 4 pkt, różn. -7 | Spadek do IV ligi |
| 16  | Tłoki Gorzyce (S)       | 30 | 7  | 3  | 20 | 23     | 60     | −37   | 24  |                                                                | Spadek do IV ligi |

### Baraże o II ligę
| 15 czerwca 2006 | Stal Stalowa Wola | 1:0   | HEKO Czermno |                                                                                 |
| 17:00           | Iwanicki 28'      | (1:0) |              | Stalowa Wola, Stadion MOSiR Widzów: 3000 Sędzia: Marek Mikołajewski (Ciechanów) |

| 18 czerwca 2006 | HEKO Czermno           | 2:1   | Stal Stalowa Wola |                                                                       |
| 17:00           | Folc 9' · Kanarski 77' | (1:0) | Krawiec 55'       | Czermno, Stadion HEKO Widzów: 400 Sędzia: Adam Lyczmański (Bydgoszcz) |

Zwycięzca: Stal Stalowa Wola (dzięki bramkom na wyjeździe)

## Sezon 2004/2005

### Drużyny
| Uczestnicy poprzedniej edycji                                                                                 | Uczestnicy poprzedniej edycji | Uczestnicy poprzedniej edycji | Uczestnicy poprzedniej edycji |
| --- | ----------------------------- | ----------------------------- | ----------------------------- |
| STR | Stal Rzeszów                  | 21                            |                               |
| HEK | HEKO Czermno                  | 3                             |                               |
| GÓR | Górnik Wieliczka              | 4                             |                               |
| HUT | Hutnik Kraków                 | 5                             |                               |
| WK2 | Wisła II Kraków               | 6                             |                               |
| HET | Hetman Zamość                 | 7                             |                               |
| MOT | Motor Lublin                  | 8                             |                               |
| SSW | Stal Stalowa Wola             | 9                             |                               |
| PGS | Pogoń Staszów                 | 10                            |                               |
| POP | Polonia Przemyśl              | 11                            |                               |
| SNS | Sandecja Nowy Sącz            | 12                            |                               |
| Spadek z II ligi 2003/2004                                                                                    |                               |                               |                               |
| TGO | Tłoki Gorzyce                 | 142                           |                               |
| Awans z IV ligi 2003/2004                                                                                     |                               |                               |                               |
| grupa lubelska                                                                                                |                               |                               |                               |
| LLU | Lewart Lubartów               | 1                             |                               |
| grupa małopolska (zachód)                                                                                     |                               |                               |                               |
| KMZ | Kmita Zabierzów               | 13                            |                               |
| grupa podkarpacka                                                                                             |                               |                               |                               |
| LEŻ | Pogoń Leżajsk                 | 1                             |                               |
| grupa świętokrzyska                                                                                           |                               |                               |                               |
| WMA | Wierna Małogoszcz             | 1                             |                               |
| Oznaczenia: - kolumna pierwsza – skróty nazw drużyn, - kolumna trzecia – miejsce zajęte w poprzednim sezonie. |                               |                               |                               |

Objaśnienia:
1. Stal Rzeszów przegrała baraże o awans do II ligi z Ruchem Chorzów.
2. Tłoki Gorzyce przegrały baraże o utrzymanie w II lidze z Radomiakiem Radom.
3. Kmita Zabierzów wygrał baraże o awans do III ligi z Okocimskim KS Brzesko.

### Tabela końcowa
| Lp. | Drużyna              | M  | Z  | R  | P  | Bramki | Bramki | Różn. | Pkt | Uwagi                       | Bezpośrednio                |
| --- | -------------------- | -- | -- | -- | -- | ------ | ------ | ----- | --- | --------------------------- | --------------------------- |
| 1   | HEKO Czermno (M) (A) | 30 | 18 | 8  | 4  | 57     | 31     | +26   | 62  | Awans do II ligi            |                             |
| 2   | Tłoki Gorzyce (B)    | 30 | 17 | 9  | 4  | 49     | 21     | +28   | 60  | Baraże o II ligę            | TGO – MOT 2:1 MOT – TGO 1:1 |
| 3   | Motor Lublin         | 30 | 17 | 9  | 4  | 51     | 19     | +32   | 60  |                             | TGO – MOT 2:1 MOT – TGO 1:1 |
| 4   | Stal Rzeszów         | 30 | 17 | 5  | 8  | 50     | 31     | +19   | 56  |                             |                             |
| 5   | Kmita Zabierzów      | 30 | 14 | 9  | 7  | 54     | 36     | +18   | 51  |                             |                             |
| 6   | Hutnik Kraków        | 30 | 12 | 10 | 8  | 40     | 24     | +16   | 46  | HUT – GÓR 0:1 GÓR – HUT 2:3 |                             |
| 7   | Górnik Wieliczka     | 30 | 12 | 10 | 8  | 40     | 27     | +13   | 46  | HUT – GÓR 0:1 GÓR – HUT 2:3 |                             |
| 8   | Hetman Zamość        | 30 | 11 | 9  | 10 | 31     | 40     | −9    | 42  |                             |                             |
| 9   | Wierna Małogoszcz    | 30 | 10 | 5  | 15 | 34     | 42     | −8    | 35  | WMA – WK2 1:2 WK2 – WMA 1:3 |                             |
| 10  | Wisła II Kraków      | 30 | 10 | 5  | 15 | 30     | 36     | −6    | 35  | WMA – WK2 1:2 WK2 – WMA 1:3 |                             |
| 11  | Sandecja Nowy Sącz   | 30 | 8  | 8  | 14 | 27     | 45     | −18   | 32  |                             |                             |
| 12  | Pogoń Leżajsk        | 30 | 7  | 10 | 13 | 31     | 36     | −5    | 31  | LEŻ – SSW 2:0 SSW – LEŻ 1:1 |                             |
| 13  | Stal Stalowa Wola    | 30 | 7  | 10 | 13 | 26     | 35     | −9    | 31  | LEŻ – SSW 2:0 SSW – LEŻ 1:1 |                             |
| 14  | Lewart Lubartów (S)  | 30 | 7  | 5  | 18 | 20     | 44     | −24   | 26  | Spadek do IV ligi           | LLU – POP 1:0 POP – LLU 1:0 |
| 15  | Polonia Przemyśl (S) | 30 | 7  | 5  | 18 | 19     | 44     | −25   | 26  | Spadek do IV ligi           | LLU – POP 1:0 POP – LLU 1:0 |
| 16  | Pogoń Staszów1 (S)   | 30 | 6  | 3  | 21 | 19     | 67     | −48   | 21  | Spadek do klasy A           |                             |

### Baraże o II ligę
| 18 czerwca 2005 | Tłoki Gorzyce | 0:0 | Radomiak Radom |                                                                           |
| 17:00           |               |     |                | Gorzyce, Stadion Tłoków Widzów: 1 500 Sędzia: Tomasz Pacuda (Częstochowa) |

| 22 czerwca 2005 | Radomiak Radom                   | 3:0   | Tłoki Gorzyce |                                                                          |
| 17:00           | Terlecki 7', 61' · Mikulenas 85' | (1:0) |               | Radom, Stadion Radomiaka Widzów: 8 000 Sędzia: Krzysztof Słupik (Tarnów) |

Zwycięzca: Radomiak Radom

## Sezon 2003/2004

### Drużyny
| Uczestnicy poprzedniej edycji                                                                                 | Uczestnicy poprzedniej edycji | Uczestnicy poprzedniej edycji | Uczestnicy poprzedniej edycji |
| --- | ----------------------------- | ----------------------------- | ----------------------------- |
| KOR | Korona Kielce                 | 2                             |                               |
| STR | Stal Rzeszów                  | 3                             |                               |
| HUT | Hutnik Kraków                 | 4                             |                               |
| SNS | Sandecja Nowy Sącz            | 5                             |                               |
| PGS | Pogoń Staszów                 | 6                             |                               |
| POP | Polonia Przemyśl              | 7                             |                               |
| MOT | Motor Lublin                  | 8                             |                               |
| GÓR | Górnik Wieliczka              | 9                             |                               |
| SIA | Siarka Tarnobrzeg             | 10                            |                               |
| PRO | Proszowianka Proszowice       | 11                            |                               |
| Spadek z II ligi 2002/2003                                                                                    |                               |                               |                               |
| SSW | Stal Stalowa Wola             | 14                            |                               |
| HET | Hetman Zamość                 | 17                            |                               |
| Awans z IV ligi 2002/2003                                                                                     |                               |                               |                               |
| grupa lubelska                                                                                                |                               |                               |                               |
| TTL | Tomasovia Tomaszów Lubelski   | 1                             |                               |
| grupa małopolska zachód                                                                                       |                               |                               |                               |
| WK2 | Wisła II Kraków               | 1                             |                               |
| grupa podkarpacka                                                                                             |                               |                               |                               |
| RES | Resovia                       | 1                             |                               |
| grupa świętokrzyska                                                                                           |                               |                               |                               |
| HEK | HEKO Czermno                  | 1                             |                               |
| Oznaczenia: - kolumna pierwsza – skróty nazw drużyn, - kolumna trzecia – miejsce zajęte w poprzednim sezonie. |                               |                               |                               |

Objaśnienia:
1. Wisła II Kraków wygrała baraże o awans z Bocheńskim KS.

### Tabela
| Lp. | Drużyna                         | M  | Z  | R  | P  | Bramki | Bramki | Różn. | Pkt | Uwagi                       | Bezpośrednio |
| --- | ------------------------------- | -- | -- | -- | -- | ------ | ------ | ----- | --- | --------------------------- | ------------ |
| 1   | Korona Kielce (M) (A)           | 30 | 19 | 5  | 6  | 61     | 26     | +35   | 62  | Awans do II ligi            |              |
| 2   | Stal Rzeszów (B)                | 30 | 18 | 7  | 5  | 45     | 22     | +23   | 61  | Baraże o II ligę            |              |
| 3   | HEKO Czermno                    | 30 | 17 | 7  | 6  | 54     | 26     | +28   | 58  |                             |              |
| 4   | Górnik Wieliczka                | 30 | 15 | 8  | 7  | 48     | 45     | +3    | 53  |                             |              |
| 5   | Hutnik Kraków                   | 30 | 14 | 4  | 12 | 47     | 40     | +7    | 46  |                             |              |
| 6   | Wisła II Kraków1                | 30 | 13 | 6  | 11 | 44     | 38     | +6    | 45  |                             |              |
| 7   | Hetman Zamość                   | 30 | 12 | 6  | 12 | 36     | 40     | −4    | 42  |                             |              |
| 8   | Motor Lublin                    | 30 | 12 | 5  | 13 | 43     | 44     | −1    | 41  |                             |              |
| 9   | Stal Stalowa Wola               | 30 | 10 | 8  | 12 | 29     | 35     | −6    | 38  |                             |              |
| 10  | Pogoń Staszów                   | 30 | 10 | 7  | 13 | 42     | 45     | −3    | 37  | PGS - POP 4:0 POP - PGS 2:2 |              |
| 11  | Polonia Przemyśl                | 30 | 9  | 10 | 11 | 43     | 45     | −2    | 37  | PGS - POP 4:0 POP - PGS 2:2 |              |
| 12  | Sandecja Nowy Sącz              | 30 | 8  | 12 | 10 | 32     | 34     | −2    | 36  |                             |              |
| 13  | Tomasovia Tomaszów Lubelski (S) | 30 | 10 | 5  | 15 | 30     | 44     | −14   | 35  | Spadek do IV ligi           |              |
| 14  | Siarka Tarnobrzeg (S)           | 30 | 9  | 6  | 15 | 27     | 41     | −14   | 33  | Spadek do IV ligi           |              |
| 15  | Resovia (S)                     | 30 | 8  | 3  | 19 | 27     | 49     | −22   | 27  | Spadek do IV ligi           |              |
| 16  | Proszowianka Proszowice (S)     | 30 | 5  | 3  | 22 | 19     | 53     | −34   | 18  | Spadek do IV ligi           |              |

### Baraże o II ligę
| 19 czerwca 2004 | Stal Rzeszów | 1:1   | Ruch Chorzów |  |
| 15:00           |              | (1:0) |              |  |

| 26 czerwca 2004 | Ruch Chorzów | 2:0   | Stal Rzeszów |  |
| 15:00           |              | (1:0) |              |  |

Zwycięzca barażu: Ruch Chorzów